# 夜の流れ
『夜の流れ』（よるのながれ）は、1960年公開の成瀬巳喜男・川島雄三共同監督による日本映画。成瀬の作品「流れる」と似た花柳界を舞台としたオリジナル脚本作品。「浮雲」の成瀬巳喜男が「幕末太陽傳」の川島雄三とタッグを組んで共同監督した作品。プロデューサーの金子正且の回想によれば、藤本真澄が成瀬を慕っていた川島に共同監督を発案した。撮影は「娘・妻・母」と「秋立ちぬ」の間で行われ、二人は、セットでの撮影は成瀬、ロケでの撮影は川島と分担し、撮影・美術・照明も各々に二人ずつ用意し、ロケとセットで役者がかぶらないように気を付けながら急いで撮り、編集とダビングは二人が立ち会ったという。

## あらすじ
料亭「藤むら」の雇われ女将綾（山田五十鈴）は苦労して一人娘の美也子（司葉子）を大学にまで進ませた。「藤むら」のパトロン園田浩一郎（志村喬）は綾に言い寄っているが、綾は靡かない。美也子と園田の娘忍（白川由美）は大学の友人同士であった。美也子と忍は「藤むら」に出入りする芸妓たちとも親しかった。美也子は板前の五十嵐（三橋達也）にひそかに思いを寄せていたが、五十嵐は綾と関係を持っており、五十嵐はそのことで悩んでいた。芸妓の一花（草笛光子）は有能な呉服屋滝口（宝田明）と新生活を始めようとしていたが、別居中の夫野崎（北村和夫）につきまとわれていた。ひょんなことから、母綾と五十嵐の関係を知った美也子は衝撃を受け、五十嵐は綾との関係を断とうとするが、綾が逆上する。これがきっかけとなって綾は園田から切られることになる。夫と縁を切って滝口と暮らし始める一花にも悲劇が訪れ、美也子は母との生活のために芸妓になる決意をするが、母綾は自分のもとを去った五十嵐を追って一人で出ていく。

## キャスト
以下の役名と出演者名は特に記載のない限り東宝WEBに従った。
- 藤村美也子：司葉子
- 藤村綾：山田五十鈴
- 滝口速太：宝田明
- 五十嵐力：三橋達也
- 園田忍：白川由美
- 金太郎：水谷良重
- 一花：草笛光子
- あけみ：星由里子
- 万里：横山道代
- 紅子：市原悦子
- 小町：北川町子
- 川津志満：三益愛子
- 村上弥生：越路吹雪
- 園田浩一郎：志村喬
- 野崎：北村和夫[3]
- 英語教師：岡田真澄
- 園田の秘書：中丸忠雄
- 忍の叔母：長岡輝子

## スタッフ
以下のスタッフ名は東宝WEBに従った。
- 製作:藤本真澄
- 監督: 成瀬巳喜男 、川島雄三
- 監督助手: 野長瀬三摩地、錦織正信
- 脚本:井手俊郎、松山善三
- 撮影:安本淳、飯村正
- 音楽:斎藤一郎
- 美術:松山崇、北辰雄
- 録音:藤好昌生、保坂有明
- 照明:石井長四郎、高島利雄
- 編集:大井英史
- 現像:東洋現像所